# Kfar Aza
Kfar ʿAza (כְּפַר עַזָּה Kfar ʿAzzah, wörtlich übersetzt 'Dorf Gaza') ist  ein Kibbuz im Südbezirk Israels. Er liegt im Bezirk der Regionalverwaltung Schaʿar haNegev zwischen Netivot und Sderot fast direkt am Gazastreifen und etwa 5 km von Gaza-Stadt. 2021 lebten 765 Menschen dort. Im Oktober 2023 war er einer der am härtesten vom Terrorangriff der Hamas auf Israel betroffenen Orte.

## Geschichte
Der Kibbuz wurde im August 1951 von jüdischen Flüchtlingen aus Ägypten und Marokko gegründet, 1955 vorübergehend verlassen und ab Januar 1957 erneut bezogen. Zur Feier seines 60-jährigen Bestehens empfing der Kibbuz 2017 Präsident Reʾuven Rivlin und bezieht sich damit auf das Gründungsjahr 1957.
Seit 2007 zählt Kfar ʿAza zum so genannten Gaza Envelope, dem Grenzgebiet entlang der Grünen Linie mit zahlreichen Einschlägen aus dem Gazastreifen, das Israels besonderer steuerlicher Förderung unterliegt.
Im Rahmen eines groß angelegten Terrorangriffs der Hamas auf Israel ab 7. Oktober 2023 gegen 20 Städte und Dörfer im Süden Israels drangen am 7. Oktober 2023 rund 70 Terroristen der Hamas auch zu einem Massaker in Kfar ʿAza ein, töteten wahllos Einwohner, zündeten Autos und Häuser an und erzwangen mit Panzerfäusten Zutritt zu den Häusern. Mehr als hundert Zivilisten wurden ermordet und zahlreiche verschleppt. Die israelischen Streitkräfte brachten erst am 11. Oktober 2023 das Dorf wieder vollständig unter ihre Kontrolle. Es wurden auch die Leichen von etwa 20 Hamas-Terroristen gefunden.

## Infrastruktur und Wirtschaft
Kfar ʿAza besitzt einen Kindergarten, eine Schule und eine Synagoge. Das Dorf ist Sitz des börsennotierten Kunststoffherstellers Kafrit Industries und war Vorreiter landwirtschaftlicher Bewässerungstechnik.

## Fotogalerie

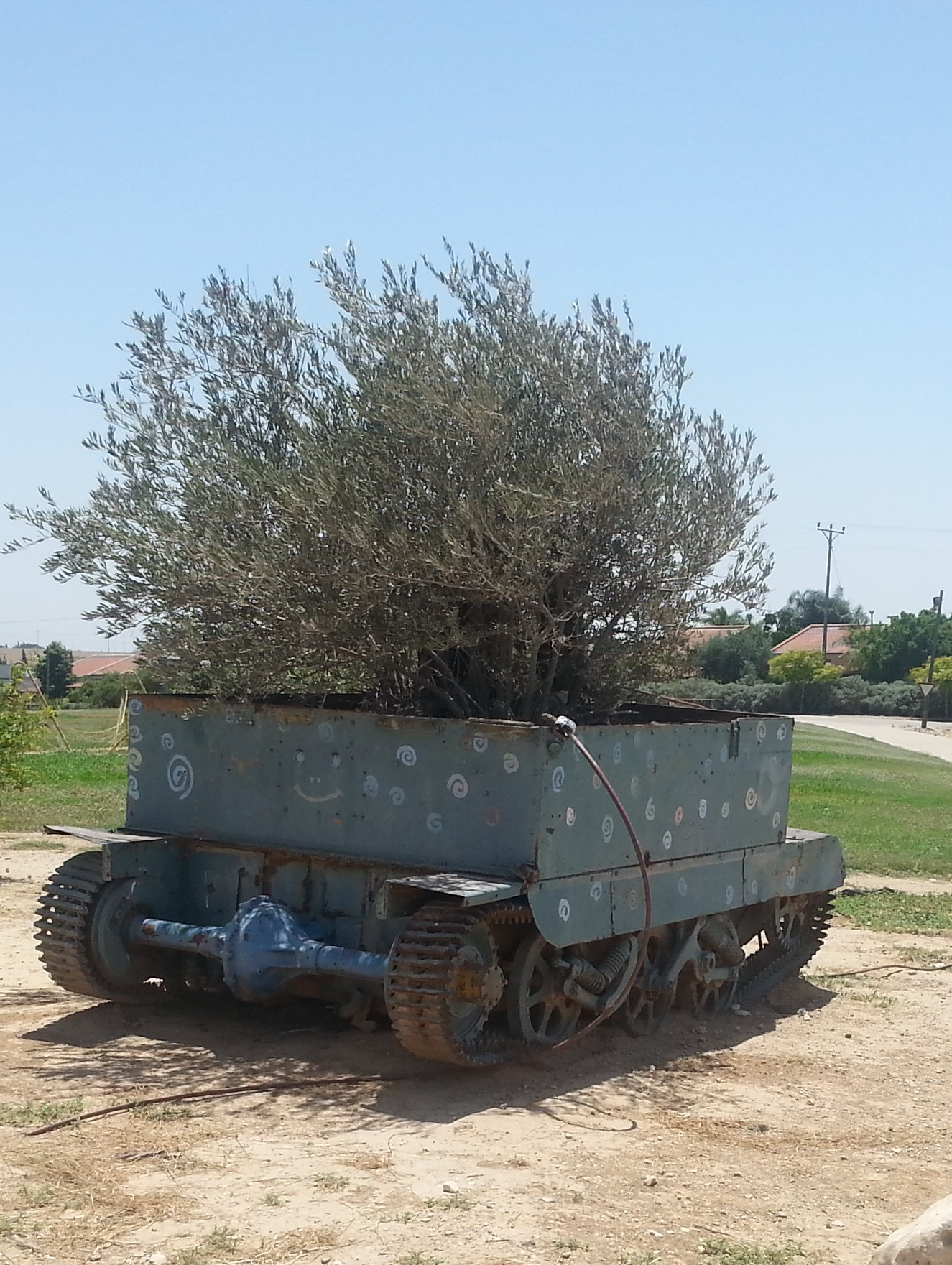
Zum Pflanztrog für einen Ölbaum umgewandelter Schützenpanzer am Ortsrand
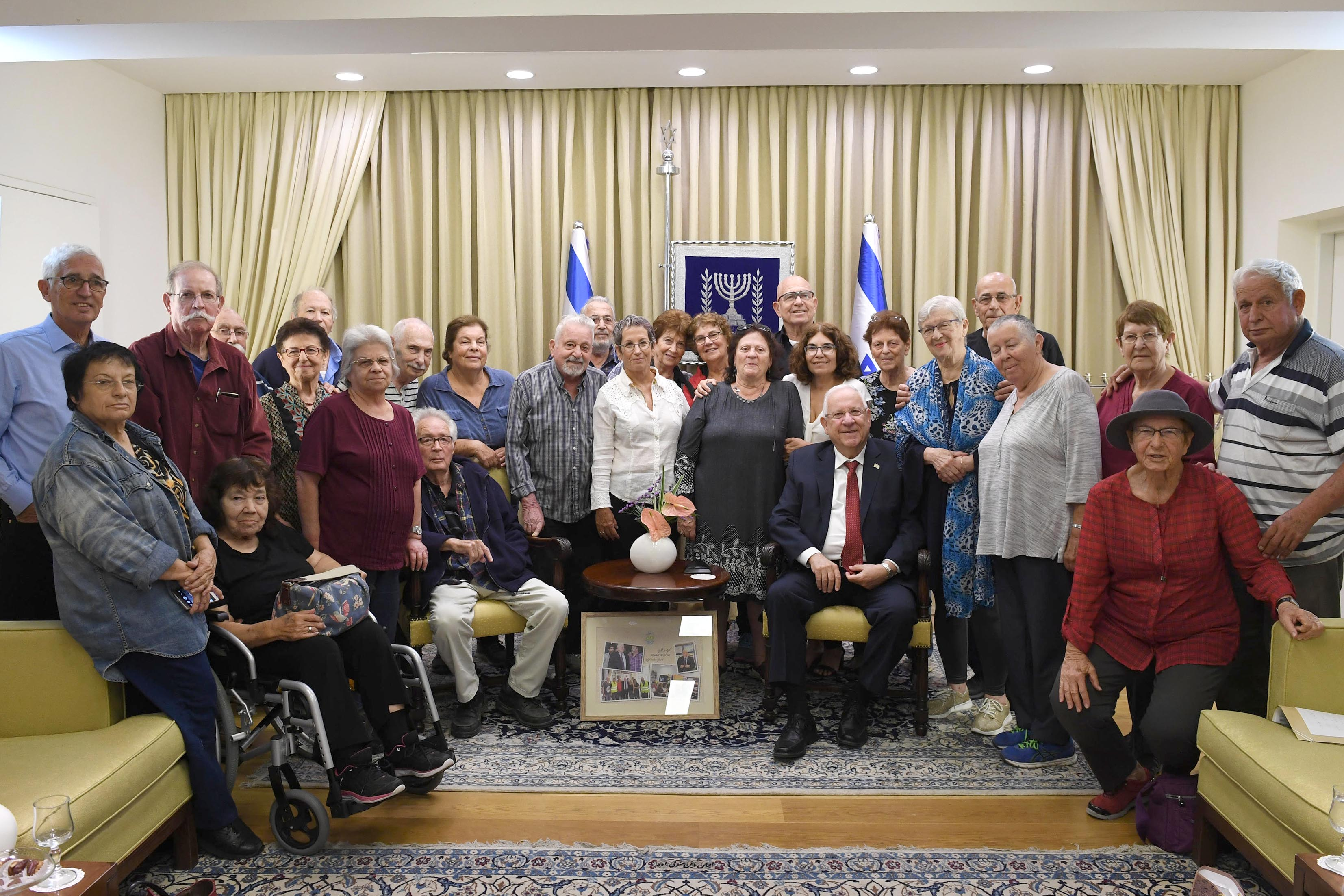
Israels Staatspräsident Reʾuven Rivlin bei einem Empfang mit Veteranen des Kibbuz anlässlich seines 60. Gründungstages 2017
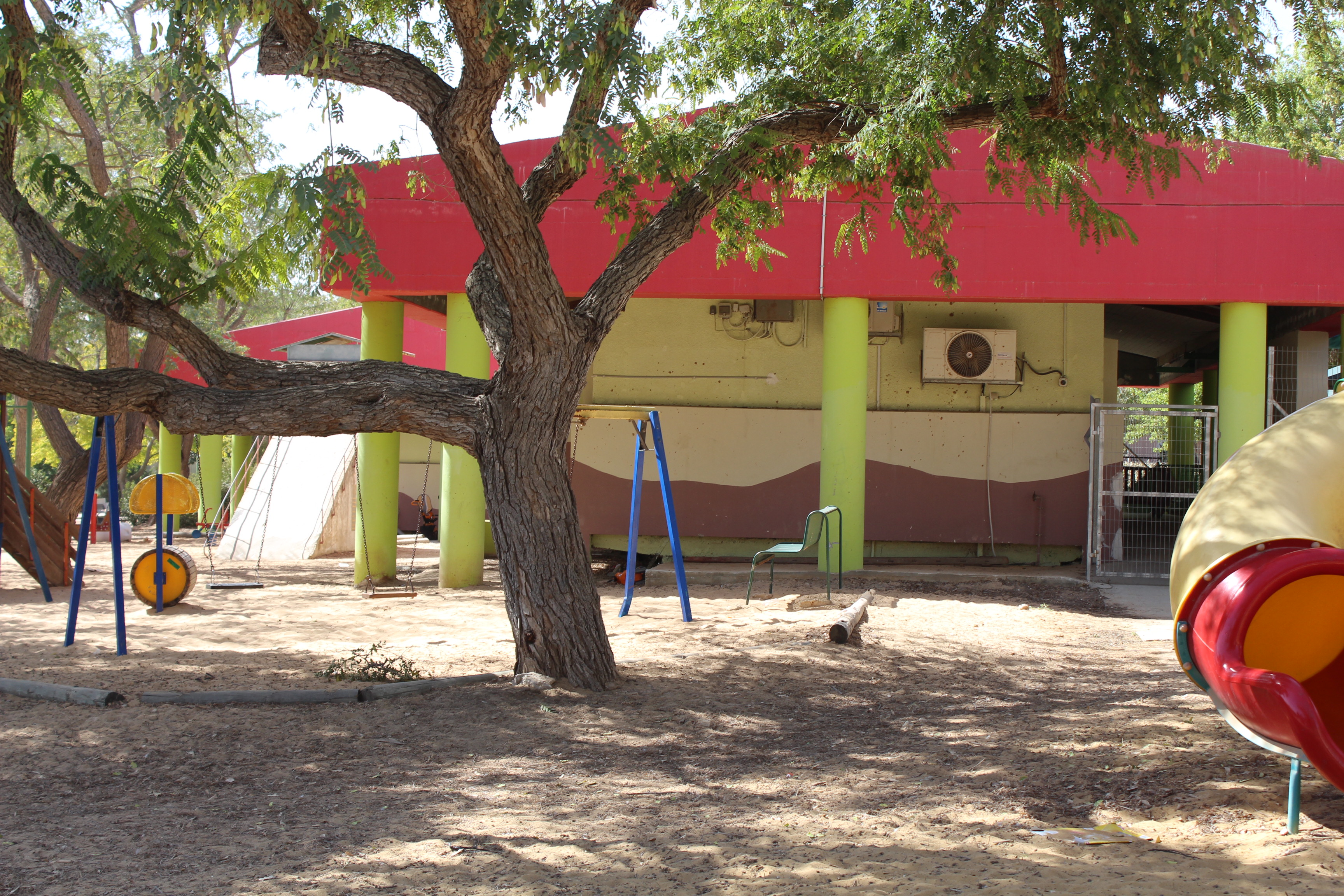
Der Schutz gegen den häufigen Raketenbeschuss aus dem Gazastreifen überbunkerte Kindergarten von Kfar ʿAza